# Luis Sáinz Hinojosa
Luis Sáinz Hinojosa OFM (Tiquipaya, 21 de junho de 1936 — Cochabamba, 8 de outubro de 2022) foi prelado boliviano da Igreja Católica Romana. Membro da Ordem dos Frades Menores, era arcebispo emérito de La Paz, e, por duas vezes, bispo auxiliar de Cochabamba.

## Biografia
Nasceu em Tiquipaya, Cochabamba e teve um irmão, Germán, que se tornou sacerdote da Arquidiocese de Cochabamba. O jovem Luis, por sua vez, ingressou na Ordem dos Frades Menores e professou na mesma em 17 de janeiro de 1961. Foi ordenado sacerdote em sua cidade natal em 26 de agosto de 1963.
Em 8 de maio de 1982, foi nomeado por João Paulo II bispo auxiliar de Cochabamba, com sé titular em Tuca Terebentina, e recebeu a consagração episcopal em 31 de julho do mesmo ano por imposição das mãos de Dom Alfio Rapisarda, núncio apostólico, auxiliado por Dom Gennaro Maria Prata Vuolo, SDB, arcebispo de Cochabamba, e por Dom Luis Aníbal Rodríguez Pardo, arcebispo de Santa Cruz de la Sierra.
Posteriormente, o Sumo Pontífice nomeou Dom Luis arcebispo metropolita de La Paz, em 23 de fevereiro de 1987. Sua posse ocorreu em 19 de abril do mesmo ano. Dom Luis esteve à frente da arquidiocese por nove anos e teve sua renúncia ao cargo aceita pelo Papa em 31 de julho de 1996. Cumpriu então seu dever pastoral numa comunidade rural e, depois, trabalhou em Quillacollo.
Em 12 de setembro de 2001, o Papa João Paulo II renomeou Dom Sáinz como bispo auxiliar de Cochabamba, enfatizando o "reforço válido do inestimável trabalho" realizado pelo arcebispo, Dom Tito Solari Capellari, SDB, e seu auxiliar Dom Angel Gelmi Bertocchi. Expressou também seu afeto e confiança em Dom Luis, levando em consideração sua “excelente habilidade pastoral” e conhecimento da língua e cultura quíchua. Foi-lhe atribuída a sé titular de Junca de Mauritânia. Dom Luis tomou posse em 5 de outubro seguinte, em cerimônia realizada na Catedral de Cochabamba com a presença do então núncio apostólico Dom Józef Wesołowski.
Atuou como vigário geral da arquidiocese e vigário episcopal de Valle Bajo e Valle Alto, além de reitor do Santuário de Urkupiña. Foi presidente da Área de Promoção Humana, presidente da Comissão Episcopal de Educação e presidente da Delegação Arquidiocesana para a Comunicação Social.
Depois de completar 75 anos em 29 de agosto de 2012, o Papa Bento XVI aceitou a renúncia ao cargo apresentada por Dom Luis, de acordo com os cânones 411 e 401 § 1 do Código de Direito Canônico.
Dom Luis Sáinz faleceu aos 86 anos de idade, em Cochabamba. Seus restos mortais jazem aos pés da imagem de Nossa Senhora das Mercês na Catedral Metropolitana de São Sebastião.